# 戸上一郎
戸上 一郎（とがみ いちろう、生年不明 - 1942年〈昭和17年〉12月9日）は、日本の海軍軍人。最終階級は海軍少将、熊本県出身。

## 人物
1923年（大正12年）海軍兵学校（51期）を卒業。累進して海軍大尉となり伊号第六十潜水艦水雷長兼分隊長を経て、1936年（昭和11年）呂号第六十潜水艦艦長・呂号第六十一潜水艦艦長・呂号第六十二潜水艦艦長を兼任する。以後、呂号第六十五潜水艦艦長、伊号第百七十二潜水艦艦長、伊号第三潜水艦艦長等を歴任し、この間、海軍中佐まで昇進した。1942年（昭和17年）12月9日、伊号第三潜水艦沈没によってソロモン諸島方面にて戦死。翌年の1月6日に、2階級特進して海軍少将に任じられた。

## 経歴
- 1923年（大正12年）7月14日 – 海軍兵学校（51期）卒業、海軍少尉候補生、浅間乗組[2]
- 1924年（大正13年）12月1日 – 任 海軍少尉、補 比叡乗組[3]
- 1926年（大正14年）12月1日 – 任 海軍中尉[4]
- 1929年（昭和4年）11月30日 – 任 海軍大尉、補 呂号第六十六潜水艦乗組[5]
- 伊号第六十潜水艦水雷長兼分隊長
- 1936年（昭和11年）
  - 2月15日 – 補 呂号第六十潜水艦艦長 兼 呂号第六十一潜水艦艦長 兼 呂号第六十二潜水艦艦長[6]
  - 12月1日 – 任 海軍少佐[7]
- 1937年（昭和12年）3月20日 – 補 呂号第六十五潜水艦 艦長[8]
- 1941年（昭和16年）8月20日 – 補 伊号第百七十二潜水艦 艦長[1]
- 1942年（昭和17年）
  - 5月20日 – 補 伊号第三潜水艦 艦長[1]
  - 11月1日 – 任 海軍中佐[1]
  - 12月9日 - 伊号第三潜水艦沈没により、ソロモン諸島方面にて戦死？[9]
- 1943年（昭和18年）1月6日 - 戦死？、2階級特進、任 海軍少将[1][注釈 1]

## 親族
長男は、海軍兵学校在校時に終戦を迎え、後に神戸大学名誉教授。孫に浜井浩一（龍谷大学教授）がいる。

## 栄典
- 1928年（昭和3年）11月10日 - 大礼記念章（昭和）